# بيوي كئيب
بيوي كئيب (الاسم العلمي:Contopus lugubris) (بالإنجليزية: Dark Pewee)‏ هو نوع من الطيور يتبع جنس البيوي من فصيلة عصافير الملك.